# مارك براون (مؤلف)
مارك براون (بالإنجليزية: Marc Brown)‏ (و. 1946  م) هو مؤلف، ورسام توضيحي، ومنتج منفذ أمريكي، ولد في إيري، بنسيلفانيا.

## جوائز
حصل على جوائز منها:
- Daytime Emmy Award for Outstanding Children's Animated Program [الإنجليزية]‏، عن عمل: آرثر (1999)
- Daytime Emmy Award for Outstanding Children's Animated Program [الإنجليزية]‏، عن عمل: آرثر (2001)
- Daytime Emmy Award for Outstanding Children's Animated Program [الإنجليزية]‏، عن عمل: آرثر (2007)

## وصلات خارجية
- مارك براون على موقع IMDb (الإنجليزية)
- مارك براون على موقع ديسكوغز (الإنجليزية)
- مارك براون على موقع قاعدة بيانات الفيلم (الإنجليزية)

- مارك براون في قاعدة بيانات الأفلام على الإنترنت